# 官黎坪街道
官黎坪街道，是中华人民共和国湖南省张家界市永定区下辖的一个街道办事处。

## 行政区划
官黎坪街道下辖以下地区：
官黎坪社区、黄金塔社区、鲤鱼池社区、白羊坡社区、龙门社区、杆子坪村、双峡村、仙人溪村、犀牛潭村、汪家寨村和熊壁岩村。